# Thái Hòa
Thái Hòa là một thị xã cũ nằm ở phía bắc tỉnh Nghệ An, Việt Nam.
Thị xã Thái Hòa xưa kia là thủ phủ của Phủ Quỳ, là trung tâm kinh tế, văn hóa, xã hội của vùng Tây Bắc tỉnh Nghệ An. Là địa phương nổi tiếng về tài nguyên thiên nhiên phong phú, có vùng đất đỏ bazan rộng lớn. Thái Hòa lâu nay được biết đến bởi nhiều sản phẩm từ cây công nghiệp như: chè, cao su, cà phê Phủ Quỳ, cam Thái Hòa,...

## Địa lý
Thị xã Thái Hòa nằm ở phía bắc và thuộc vùng tây bắc tỉnh Nghệ An trên toạ độ: từ 19°13’ – 19°33’ vĩ độ Bắc và 105°18’ – 105°35' kinh độ Đông, cách thành phố Vinh 90 km về phía tây bắc, có vị trí địa lý:
- Phía đông giáp huyện Quỳnh Lưu
- Các phía còn lại giáp huyện Nghĩa Đàn.

Theo thống kê năm 2019, thị xã Thái Hòa có diện tích 135,14 km², dân số là 66.127 người, mật độ dân số đạt 489 người/km².

### Khí hậu
Thái Hòa nằm trong vùng khí hậu nhiệt đới gió mùa, chịu ảnh hưởng của cả hai hình thái thời tiết đặc trưng: khí hậu miền Bắc (lạnh giá vào mùa Đông) và khí hậu đặc trưng của miền Trung (gió Lào khô nóng vào mùa hè).
Nhiệt độ trung bình năm là 23 - 25 °C, nóng nhất là 41,6 °C, nhiệt độ thấp nhất 15 °C; số giờ nắng trong năm từ 1.135 – 2.066 giờ; độ ẩm trung bình 82 - 86,5%. Lượng mưa trung bình hàng năm là 1.591,7 mm. Mưa nhiều từ tháng 8 đến
tháng 10 gây úng lụt ở các vùng thấp dọc sông Hiếu; từ tháng 5 đến tháng 8 hàng năm Thái Hòa chịu ảnh hưởng của gió Tây Nam làm cho thời tiết khô nóng và hạn hán; song hành với hạn là rét, trong vụ Đông Xuân số ngày có nhiệt độ dưới 15 °C là trên 30 ngày, ảnh hưởng rất lớn tới sự sinh trưởng và phát triển của nhiều loại cây trồng và các hoạt động sản xuất. Ngoài ra gió Tây Nam, bão, lốc, sương muối cũng gây tác hại không nhỏ cho nhiều loại cây trồng hàng năm của thị xã.
Tóm lại, Thái Hòa có khí hậu đặc trưng là nóng, ẩm mưa nhiều vào mùa hè, khô hanh lạnh về mùa đông, thích hợp với nhiều loại cây trồng tạo điều kiện phát triển nền sản xuất nông nghiệp đa dạng. Song cần có biện pháp phòng chống úng lụt, khô hạn kịp thời và xác định cơ cấu cây trồng hợp lý nhằm nâng cao hiệu quả sản xuất và mức sống của nhân dân.

### Đất đai
Tổng diện tích đất tự nhiên là 13.518,8ha chiếm 0,82% diện tích tự nhiên tỉnh Nghệ An; trong đó diện tích đất nông nghiệp 10.152,62ha, diện tích đất phi nông nghiệp 1000.058,62ha, diện tích đất chưa sử dụng 307,54ha.
- Địa hình lãnh thổ phân bố chủ yếu là đồi núi thoải chiếm khoảng 100% tổng diện tích, đồng bằng thung lũng chiếm khoản 30%, đồi núi cao chiếm khoảng 10%. Do kiến tạo của địa chất cho nên Thái Hòa có những vùng đất tương đối bằng phẳng, quy mô diện tích lớn và tương đối thuận lợi để phát triển nông nghiệp.
- Thổ nhưỡng: Địa bàn Thái Hòa Lưu trữ ngày 16 tháng 11 năm 2012 tại Wayback Machine có 14 loại đất chính thuộc hai nhóm Thủy thành và Đại thành; hai nhóm đất này có ưu điểm là rất hợp với việc trồng các loại cây công nghiệp và cây ăn quả có giá trị kinh tế cao như: Cà phê, cao su, chè, cam, bưởi, mít, quýt, dưa, dưa hấu,...

### Dân số
Tổng dân số toàn thị xã Thái Hòa Lưu trữ ngày 16 tháng 11 năm 2012 tại Wayback Machine có đến 30/6/2008 là 67.427 người; mật độ phân bố trung bình xấp xỉ 500 người/km². Số người dân tộc thiểu số 5.751 người gồm: Thanh, Thái, Thổ chiếm tỷ lệ 8,5% so với tổng dân số. Số người trong độ tuổi lao động có khả năng lao động là 30.750 người; tỷ lệ lao động được đào tạo nghề (bao gồm cả ngắn hạn và dài hạn) chiếm 50% so với tổng lao động; tỷ lệ lao động phi nông nghiệp chiếm 35% so với tổng lao động.

## Hành chính
Thị xã Thái Hòa có 9 đơn vị hành chính cấp xã trực thuộc, bao gồm 4 phường: Hòa Hiếu, Long Sơn, Quang Phong, Quang Tiến và 5 xã: Đông Hiếu, Nghĩa Mỹ, Nghĩa Thuận, Nghĩa Tiến, Tây Hiếu.

## Lịch sử
Thị xã Thái Hòa được thành lập theo Nghị định số 164/2007/NĐ-CP ngày 15 tháng 11 năm 2007 của Chính phủ Việt Nam trên cơ sở tách thị trấn Thái Hòa và 7 xã: Nghĩa Quang, Nghĩa Hòa, Nghĩa Tiến, Nghĩa Mỹ, Tây Hiếu, Đông Hiếu, Nghĩa Thuận thuộc huyện Nghĩa Đàn, với diện tích 13.514,36 ha, dân số khoảng 66.000 người. Đồng thời, chuyển thị trấn Thái Hòa thành phường Hòa Hiếu, chia xã Nghĩa Quang thành 2 phường Quang Tiến và Quang Phong, thành lập phường Long Sơn từ một phần diện tích của xã Nghĩa Hòa.
Sau khi thành lập, thị xã Thái Hòa có 4 phường và 6 xã.
Ngày 1 tháng 1 năm 2020, sáp nhập xã Nghĩa Hòa vào phường Long Sơn.
Thị xã Thái Hòa có 4 phường và 5 xã như hiện nay.

## Kinh tế - xã hội

### Kinh tế
Trong giai đoạn vừa qua, mặc dù chịu những ảnh hưởng không nhỏ từ cuộc khủng hoảng kinh tế
trong và ngoài nước, tình hình sản xuất kinh doanh của các doanh nghiệp gặp
nhiều khó khăn, vốn đầu tư công bị cắt giảm, tỷ lệ lạm phát, giá cả các mặt
hàng tiêu dùng liên tục biến động... song nhờ sự quan tâm, hỗ trợ, chỉ đạo kịp
thời của các cấp lãnh đạo tỉnh Nghệ An nói chung và thị xã Thái Hòa nói riêng,
tình hình kinh tế - xã hội của địa phương có bước phát triển ổn định và đúng
hướng; đời sống vật chất và tinh thần của nhân dân ngày một nâng cao, nền kinh
tế từng bước tạo được đà và xu thế tăng trưởng mới; tình hình an ninh chính
trị, trật tự an toàn xã hội được củng cố vững chắc.
Quy mô và tăng trưởng kinh tế
Trong nửa đầu nhiệm kỳ 2011-2015, kinh tế Thái Hòa luôn duy trì tốc độ tăng trưởng ở mức khá. Tổng
giá trị sản xuất (GTSX) trên địa bàn (giá so sánh 2010) đã tăng từ 1.873,5 tỷ
đồng năm 2010 lên 2.334,8 tỷ đồng năm 2013 và đạt khoảng 2.510,7 tỷ đồng năm
2014, bằng 2,18% GTSX toàn tỉnh (106.998 tỷ đồng năm 2013[1]). Nhịp độ tăng bình quân GTSX giai đoạn 2011-2014 là 7,6%/năm (trong đó: khu vực
nông nghiệp tăng 8,7%/năm; công nghiệp-xây dựng tăng 7,0%/năm; dịch vụ tăng 7,7%/năm). Tổng giá trị gia tăng (GTGT, giá so sánh 2010) trên địa bàn thị xã
năm 2010 đạt 912,3 tỷ đồng năm 2013 đạt 1.097,6 tỷ đồng, năm 2014 đạt khoảng
1.186,3 tỷ đồng; tốc độ tăng trưởng  GTGT
bình quân giai đoạn 2011-2014 đạt 6,8%/năm (trong đó: nông nghiệp tăng 8,1%/năm;
công nghiệp-xây dựng tăng 5,7%; dịch vụ 6,8%). GTGT bình quân đầu người năm 2014 đạt khoảng 24,8 triệu đồng (giá hiện
hành). Kinh tế từng bước phát triển đã góp phần tạo thêm nhiều việc làm mới, gia
tăng thu nhập cho người dân, xóa đói giảm nghèo, đảm bảo an sinh và ổn định xã
hội.
So sánh các chỉ tiêu kinh tế vĩ mô đến năm 2014 với các chỉ tiêu
trong Quy hoạch năm 2009 cho thấy phần lớn các chỉ tiêu thực hiện đều đang đạt
thấp hơn so với mục tiêu đã đề ra, duy có chỉ tiêu tăng trưởng ngành nông, lâm, thủy
sản đạt cao hơn so với mục tiêu của quy hoạch. Cụ thể như sau:
Tốc độ tăng trưởng kinh tế bình quân theo GTSX
(giá 2010) giai đoạn 2011-2014 là 7,6%/năm, thấp hơn khá nhiều so với mục tiêu
quy hoạch (mục tiêu tăng từ 14,4-15,3%/năm theo giá so sánh 1994). Trong đó:
tốc độ tăng trưởng ngành công nghiệp - xây dựng giai đoạn 2011-2014 chỉ đạt
khoảng 7,0%/năm (mục tiêu quy hoạch cho giai đoạn 2011-2015 là 19,4%/năm, mục
tiêu Đại hội là 20,2%/năm); khu vực nông, lâm, thủy sản tăng 8,7%/năm (cao hơn
so với mục tiêu quy hoạch và mục tiêu Đại hội tương ứng là 5,3%/năm và
5,2%/năm); ngành dịch vụ tăng trưởng bình quân giai đoạn 2011-2014 là 7,7%/năm,
chỉ bằng một nửa so với mục tiêu tăng trưởng 15,8%/năm cho giai đoạn 2011-2015
của quy hoạch và mục tiêu 20,3%/năm của Đại hội. Chỉ tiêu GTGT (giá hiện hành)
bình quân đầu người đến năm 2014 mới chỉ bằng 47% so với mục tiêu mà quy
hoạch năm 2009 đặt ra (24,8 triệu đồng so với 53,2 triệu đồng).
Cơ cấu và chuyển dịch cơ cấu kinh tế
Trong giai đoạn vừa qua, cơ cấu kinh tế của thị xã chuyển dịch
chậm, không đạt mục tiêu đã đề ra của Đại hội và mục tiêu trong Quy hoạch. Quy
mô GTSX theo giá hiện hành năm 2014 ước đạt 3.317,4 tỷ đồng, khó đạt mục tiêu
Đại hội đến năm 2015 là 3909,9 tỷ đồng (thấp hơn so với mục tiêu gần 600 tỷ
đồng nhưng chỉ còn 1 năm để phấn đấu). Tỷ trọng nhóm ngành nông lâm nghiệp,
thủy sản vẫn còn khá cao và có xu hướng tăng lên. Tỷ trọng dịch vụ tăng chậm;
tỷ trọng ngành công nghiệp - xây dựng có xu hướng giảm nhẹ. Cụ thể: tỷ trọng
khu vực nông, lâm, thủy sản trong tổng GTSX tăng từ 16,4% năm 2010 lên 17,1%
năm 2014 (tuy nhiên so với các năm liền kề trước đó năm 2013, 2012, 2011 thì có
xu hướng giảm rõ dệt - xem bảng chi
tiết ở dưới), cao hơn 10 điểm % so với mục tiêu trong
quy hoạch là phấn đấu giảm còn 7,1% vào năm 2015; tỷ trọng khu vực công nghiệp
- xây dựng giảm từ 44,3% năm 2010 xuống còn 42,7% năm 2014, tuy nhiên, theo số
liệu hiện có thì đây là chỉ tiêu đạt mục tiêu của Đại hội và Quy hoạch đã đề ra
(đến năm 2015, mục tiêu quy hoạch là 38,2%, mục tiêu Đại hội là 35,0%); khu vực
dịch vụ tăng chậm từ 39,3% năm 2010 lên ước khoảng 40,1% năm 2014, thấp hơn khá
nhiều kho với mục tiêu đến năm 2015 của Đại hội là 56,4% và của Quy hoạch là
54,7%.
Cơ cấu kinh tế xét
theo hai khối ngành nông nghiệp và phi nông nghiệp trong giai đoạn 5 năm qua đã
chuyển dịch theo hướng tăng tỷ trọng của khu vực nông nghiệp từ 16,4% năm 2010
lên 18,4% năm 2011, 18,3% năm 2012 và giảm xuống còn 17,7% năm 2013 và khoảng
17,1% năm 2014. Nhóm ngành phi nông nghiệp giảm nhẹ từ mức 83,6% năm 2010 xuống
còn 82,3% năm 2013 và khoảng 82,9% năm 2014. Như vậy, mục tiêu của Đại hội là
đưa khối phi nông nghiệp đạt khoảng 91,4% đến năm 2015 không thể hoàn thành.
Tương tự, tỷ trọng giữa nhóm ngành sản xuất vật chất và nhóm ngành dịch vụ cho
sự chuyển dịch không đáng kể và cơ bản không đạt mục tiêu đề ra.

### Giáo dục
- Hiện nay (2018), Thị xã gồm có 12 trường Tiểu học
- Các trường THPT:

1. Trường THPT Thái Hòa. Địa chỉ: Phường Hòa Hiếu, Thị xã Thái Hòa, Nghệ An
2. THPT Tây Hiếu

- Các trường Cao đẳng, Trung cấp chuyên nghiệp:

1. Trường Trung cấp nghề Kinh tế - Kỹ thuật Miền Tây. Địa chỉ: phường Long Sơn - thị xã Thái Hoà - tỉnh Nghệ An

### Hạ tầng
Hiện nay, trên địa bàn thị xã Thái Hòa đã và đang hình thành một số khu đô thị mới như khu đô thị trung tâm Vincom Shophouse Thái Hòa; Khu đô thị TNR Stars Thái Hòa, Khu đô thị dầu khí Thái Hòa...